# 10 (cali≠gariのアルバム)
『10』は、日本のロックバンド、cali≠gariのメジャー5枚目のアルバム。また、活動復帰後の初のオリジナルアルバム、第7期cali≠gariにして9枚目のアルバムである。
2009年8月26日発売。

## 概説
- 活動休止前最後のアルバム「8」から約6年以来の作品である。
- また、消費期限付き復活後初のオリジナルアルバムである。
- シングル「9」から「-踏-」「スクールゾーン」を含む全11曲のアルバムとなっている。また、初回限定盤（初回特典DVD付）と通常盤の2タイプで販売された。

## 収録曲

### CD
1. ママゴトセンター
作詞・作曲：桜井青
2. マッキーナ
作詞・作曲：石井秀仁
3. 偶然嵐
作詞：石井秀仁、作曲：武井誠・石井秀仁
4. -踏-
作詞・作曲：石井秀仁
5. ハラショー！めくるめく倒錯
作詞：石井秀仁、作曲：石井秀仁・村井研次郎
6. 月光ドライブ
作詞：桜井青、作曲：桜井青・村井研次郎
7. 飛蝗者読誦
作詞：石井秀仁、作曲：武井誠
8. 混沌の猿
作詞・作曲：石井秀仁
9. シャ．ナ．ナ
作詞・作曲：石井秀仁
10. スクールゾーン
作詞・作曲：桜井青
11. 電気睡蓮
作詞・作曲：桜井青

### DVD（初回限定版のみ）
1. 「-踏-」PV
2. PVメイキング映像
3. カリ≠ガリのコマーシャル「-踏-」　15秒スポット　発売前編／発売後編
4. カリ≠ガリのコマーシャル「-踏-」　30秒スポット　発売前編／発売後編

シークレット映像

DVDプレイヤーでは「とりあえず見たい方」で2回続けて再生、PCでは「細かく見たい方」を選択すると出てくるチャプターメニューの「初回特典映像。」の「。」をクリックすると見ることができる。本人達曰く、「入れる予定無かったけど上から言われたので入れざえるえなくなった」映像。
1. -踏-（LIVE映像）
2. スクールゾーン（LIVE映像）
3. カリ≠ガリのコマーシャル「ただいま。」